# Карательные акции немцев в Мокотуве (1944)

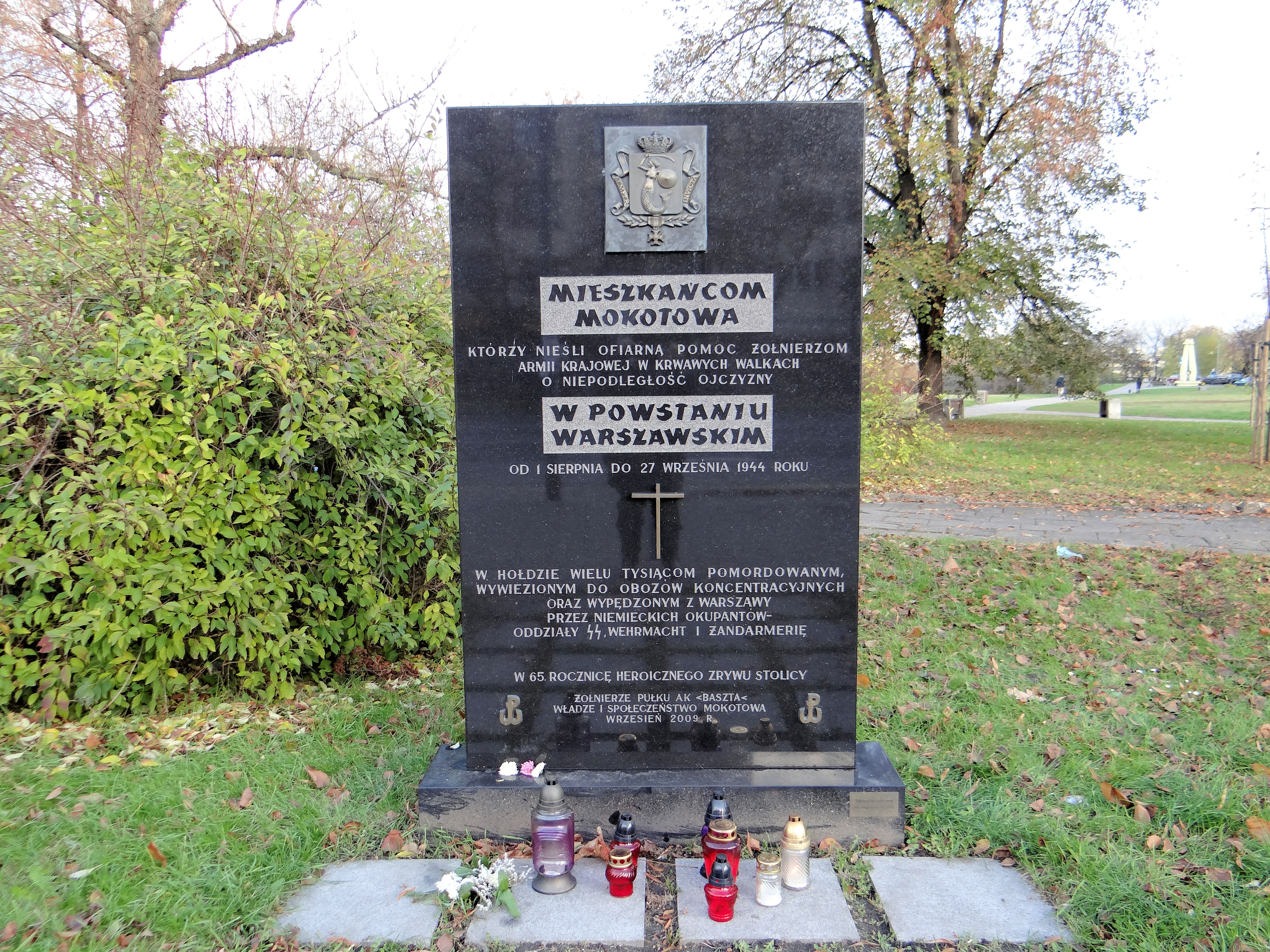
Памятная стела гражданским жителям Мокотува, убитым и изгнанным немцами во время Варшавского восстания.

Усмирение Мокотува — волна массовых убийств, грабежей, поджогов и изнасилований, совершенных немцами в варшавском районе Мокотув во время Варшавского восстания 1944 года. Преступления в отношении военнопленных и гражданского населения в этом районе совершались до момента капитуляции Мокотува 27 сентября 1944 г., но наиболее интенсивными были в первые дни восстания.

## Немецкие преступления в первый день восстания
1 августа 1944 года в 17:00 солдаты Армии Крайовой (АК) атаковали немецкие объекты во всех районах оккупированной Варшавы. Отряды V обвода АК «Мокотув» понесли в этот день тяжелые потери во время неудачных атак на хорошо укрепленные опорные пункты немцев на улицах Раковецкой и Пулавской. Повстанцам не удалось также взять многие другие цели наступления: казармы в школах на улицах Казимирской и Воронича, форт М, ипподром на Служевце. Значительная часть подразделений V обвода отступила в Кабацкий Лес. Пять рот полка «Башта» под командованием подполковника Станислава Каминского (псевдоним Даниэль) осадили многоквартирные дома в квадрате улиц Одынца — Гощинского — Пулавской — Аллеи Независимости. В последующие дни повстанцам удалось расширить зону своего контроля и организовать мощный центр сопротивления на Верхнем Мокотове.
Уже в ночь с 1 на 2 августа 1944 года подразделения СС, полиции и Вермахта совершили на Мокотуве ряд военных преступлений. Взятых в плен повстанцев расстреливали, раненых — добивали. Немцы не обращали при этом внимания на тот факт, что бойцы АК вели борьбу открыто и имели предусмотренные законом знаки различия, то есть в соответствии с Гаагской конвенцией на них распространялись законы о гуманном обращении с военнопленными. Убили, помимо прочего, всех польских солдат, захваченных во время нападения на немецкие опорные пункты на ул. Раковецкой и несколько десятков пленных из батальона АК «Карпаты», который атаковал ипподром на Служевце. Немцы расстреляли также не менее 19 раненых и взятых в плен бойцов батальона АК «Ольза», разбитого во время атаки на форт М. Часть погибших была похоронена заживо, что подтвердили результаты эксгумации, проведенной в 1945 году.
Этой же ночью произошли первые убийства гражданского населения Мокотува. Отразив польскую атаку, солдаты Люфтваффе из состава комендатуры аэродрома Варшава-Окенце (Fliegerhorst-Kommandantur Warschau-Okecie) увели около 500 мирных жителей на территорию Форта М. При этом некоторых жителей казнили. Убили многих жителей улиц Бахмацкой, Бабошевской и Сиринской. В доме № 97 по улице Рацлавицкой немцы завели около четырнадцати жителей в подвал и там убили их гранатами. Казни военнопленных и гражданского населения были осуществлены по приказу командира гарнизона Окенце генерала Дёрфлера.

## Приказ Гитлера о разрушении Варшавы и его реализация на Мокотуве
Узнав о начале восстания, Гитлер отдал рейхсфюреру СС Гиммлеру и начальнику ОКХ генералу Гудериану устный приказ сравнять Варшаву с землей и уничтожить всех её жителей. По словам обергруппенфюрера Эриха фон дем Баха-Зелевского, назначенного командовать подавлением восстания, приказ звучал примерно следующим образом: «Каждого жителя нужно убить, нельзя брать никаких пленных. Варшаву нужно сравнять с землей и, таким образом, создать устрашающий пример для всей Европы». Приказ Гитлера о разрушении Варшавы получили также все командиры немецкого гарнизона в Варшаве. Руководитель СС и полиции (SS- und Polizeiführer) по варшавскому округу оберфюрер СС Гайбель свидетельствовал после войны, что уже вечером 1 августа Гиммлер приказал ему по телефону: «Пусть господь уничтожит десятки тысяч». В свою очередь, командующий гарнизоном Варшавы генерал Штаэль 2 августа отдал подчиняющимся ему войскам вермахта приказ убивать всех мужчин, которых можно считать реальными или потенциальными повстанцами и брать заложников из числа мирного населения, включая женщин и детей.
В Мокотуве находились в это время довольно значительные немецкие силы, в том числе 3-й запасной батальон панцергренадеров СС в казармах на ул. Раковецкой (SS-Stauferkaserne), батареи зенитной артиллерии на Поле Мокотувском, пехотные подразделения Люфтваффе в Форте Мокотув и казармах зенитной артиллерии на ул. Пулавской (Flakkaserne), подразделение жандармерии в здании повятовой комендатуры на ул. Дворковой. Несмотря на это, реализация карательного приказа Гитлера на Мокотуве не принесла столь трагических результатов, как на Воле, Охоте или в Южном Средместье. Район считался второстепенным, поэтому в течение длительного времени немцы больше не проводили там наступательных действий. Немецкие отряды здесь вели себя пассивно по отношению к боевикам, но в то же время массово убивали польское гражданское население, находящееся в зоне их действия. Имели место грабежи, поджоги домов и изнасилования женщин. Оставшиеся жители были изгнаны из домов и отправлены во временный лагерь в Прушкове, откуда многих людей отправили в концентрационные лагеря или вывезли на принудительные работы на территорию рейха.

### Резня в Мокотувской тюрьме

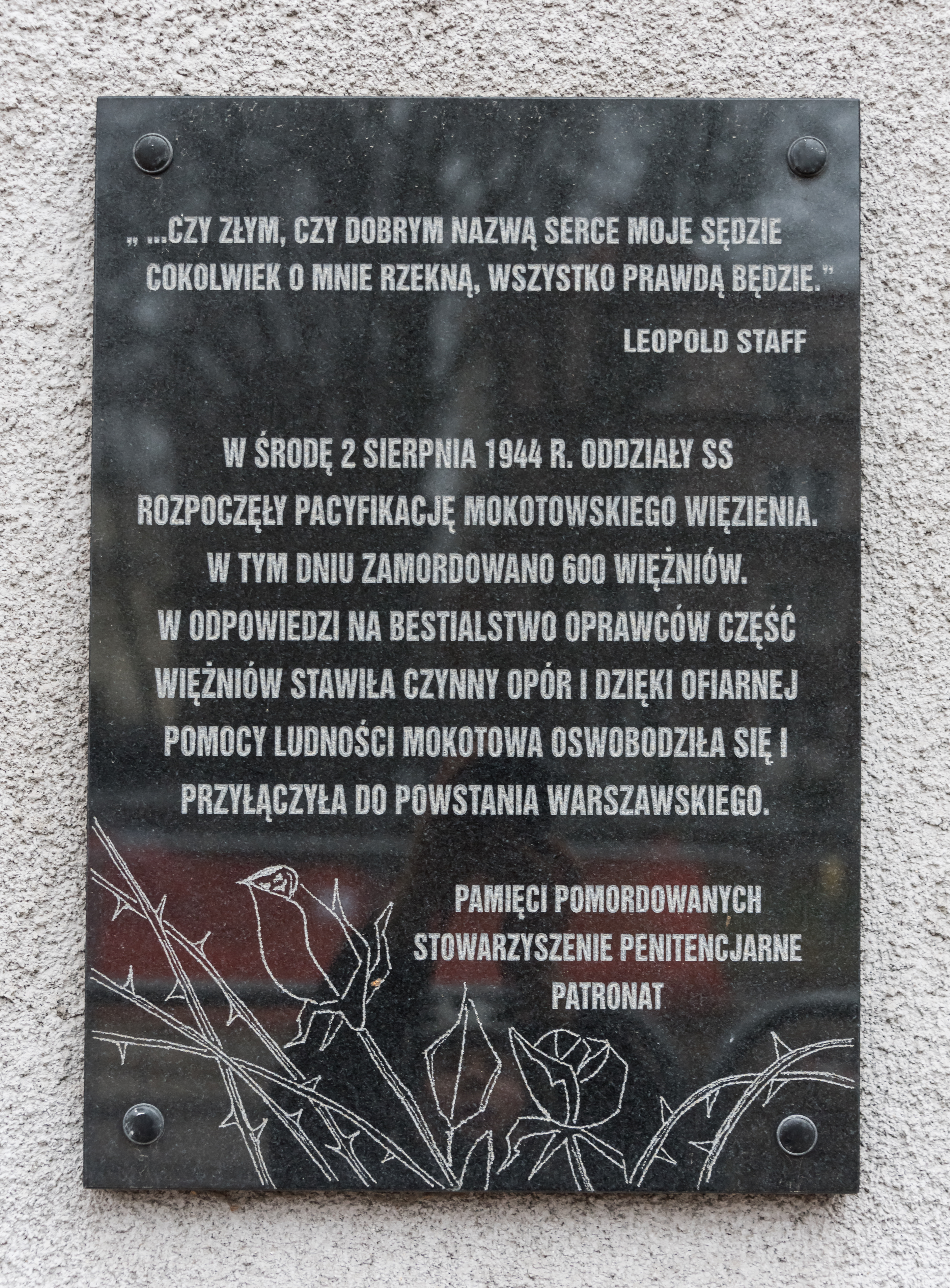
Мемориальная доска на стене Мокотувской тюрьмы.

В момент начала восстания в Мокотувской тюрьме на ул. Раковецкой, 37, пребывало 794 заключенных, в том числе 41 несовершеннолетний. 1 августа тюрьму атаковали солдаты АК, которые сумели проникнуть в тюрьму и занять административное здание, но не смогли добраться до собственно тюремных помещений.
2 августа судебный инспектор Киршнер, который исполнял обязанности начальника тюрьмы, был вызван в близлежащие казармы СС на улице Раковецкой, 4. Оберштурмфюрер Мартин Пац, командир 3-го запасного моторизованного батальона, заявил ему, что генерал Штаэль приказал ликвидировать всех заключенных. Это решение утвердил также оберфюрер Гайбель, который приказал сверх того расстрелять и польских охранников. Киршнер составил тогда протокол, на основании которого передал в распоряжение Патца всех находящихся в тюрьме заключенных. Во второй половине того же дня на территорию тюрьмы вошел отряд СС. Около 60 заключенных вывели в тюремный двор, заставили выкопать три братские могилы, после чего расстреляли из автоматического оружия. Затем немцы начали вытаскивать остальных заключенных из камер и убивать их над выкопанными могилами. За несколько часов расстреляли более 600 человек.
Расправу, которая происходила на тюремном дворе, было прекрасно видно из окон камер, и узники поняли, что обречены на смерть и им нечего терять. Заключенные из расположенных на втором этаже секций № 6 и 7 решились на отчаянный шаг и напали на мучителей. Затем, под покровом ночи и с помощью жителей окрестных домов, от 200 до 300 заключенных смогли выбраться на территорию, контролируемую повстанцами.

### Резня в монастыре иезуитов на ул. Раковецкой

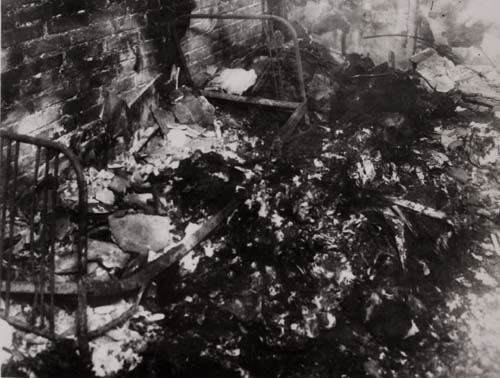
Монастырь иезуитов на Мокотове — место резни

В первый день восстания  иезуитский монастырь на Раковецкой, 61, не был затронут боями. В монастыре укрылось в то время несколько десятков мирных жителей, которые из-за стрельбы не смогли вернуться в свои дома. Утром 2 августа монастырь был обстрелян немецкими зенитными пушками с близлежащего Поля Мокотувского, а вскоре после этого в него вошел отряд из двадцати эсэсовцев — скорее всего, из казарм СС на Раковецкой, 4. Эсэсовцы обвинили пребывающих в монастыре людей в стрельбе из окон по немецким солдатам. После тщательного обыска, который не дал никаких доказательств в поддержку этих обвинений, немцы вывели из здания настоятеля монастыря Эдварда Кощибовича — якобы для допроса в штабе. На самом деле его убили выстрелом в затылок на Поле Мокотувском.
Через некоторое время оставшихся поляков согнали в кучу в небольшой комнатке в подвале монастыря и там забросали гранатами. Затем в течение нескольких часов добивали раненых. Жертвой резни пало более 40 человек, в том числе 8 священников и 8 братьев Общества Иисуса. Трупы убитых облили бензином и подожгли. Уцелело четырнадцать человек, в основном раненых. Когда немцы отвлеклись, им удалось выбраться из-под кучи тел и уйти из монастыря.

### Террор против мирного населения

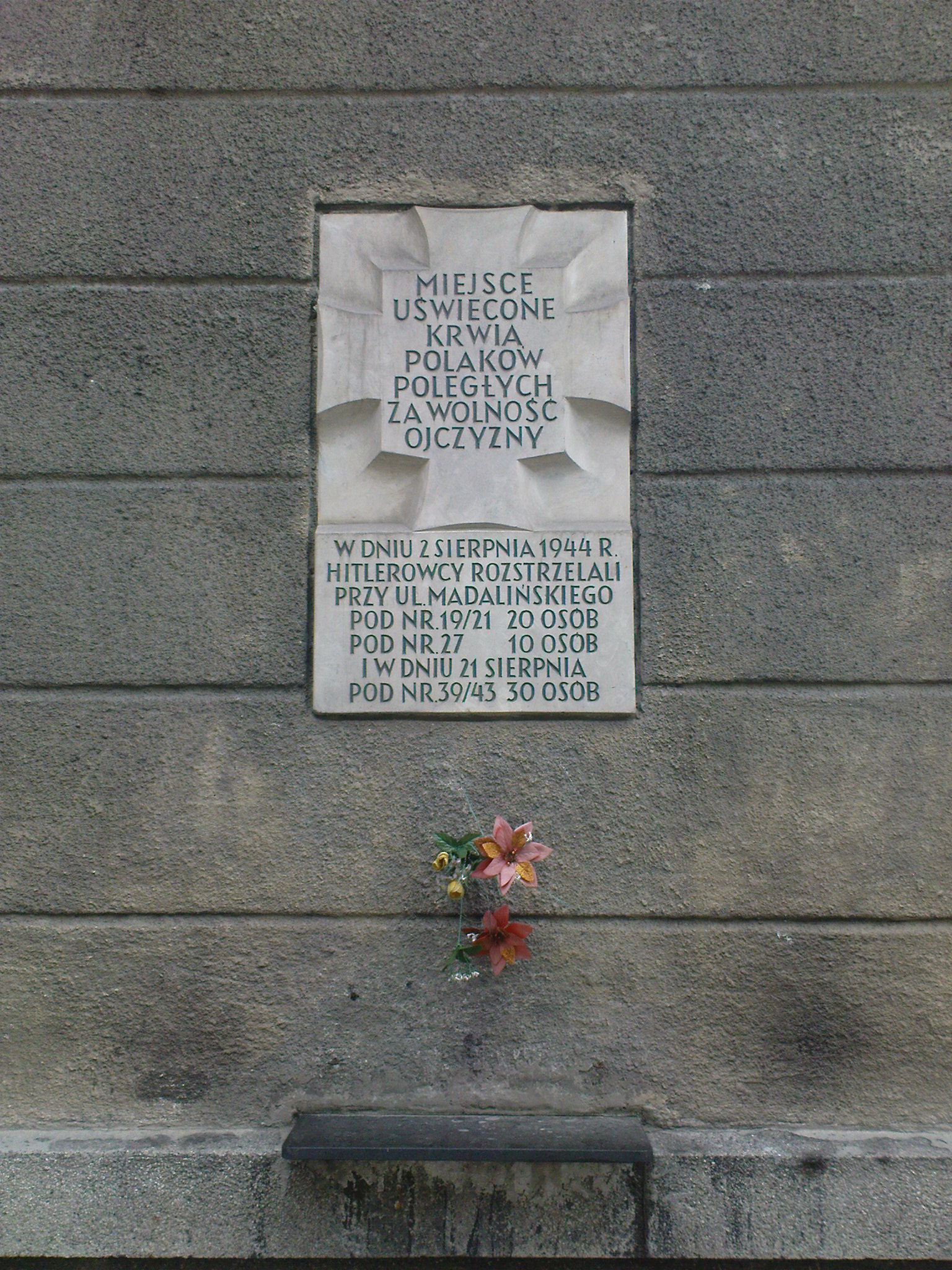
Мемориальная доска убитым жителям ул. Мадалиньского.

В первые дни августа немецкие отряды на Мокотуве — подразделения СС, полиции и вермахта — несколько раз совершали карательные вылазки против польского гражданского населения. Акции сопровождали, как правило, выборочные казни и поджоги домов. Уже 2 августа солдаты СС из казармы на ул. Раковецкой прибыли на улицу Мадалиньского, где приступили к убийствам мирного населения. Расстреляли тогда, по крайней мере, несколько десятков жителей домов № 18, 20, 19/21, 22, 23 и 25 (в основном мужчин). Погибли также шесть жителей дома на ул. Казимирской, 76 (в том числе три женщины и ребёнок). В доме на ул. Мадалиньского, 27, немцы заперли десятерых мужчин в маленькой столярной мастерской и затем сожгли их заживо.

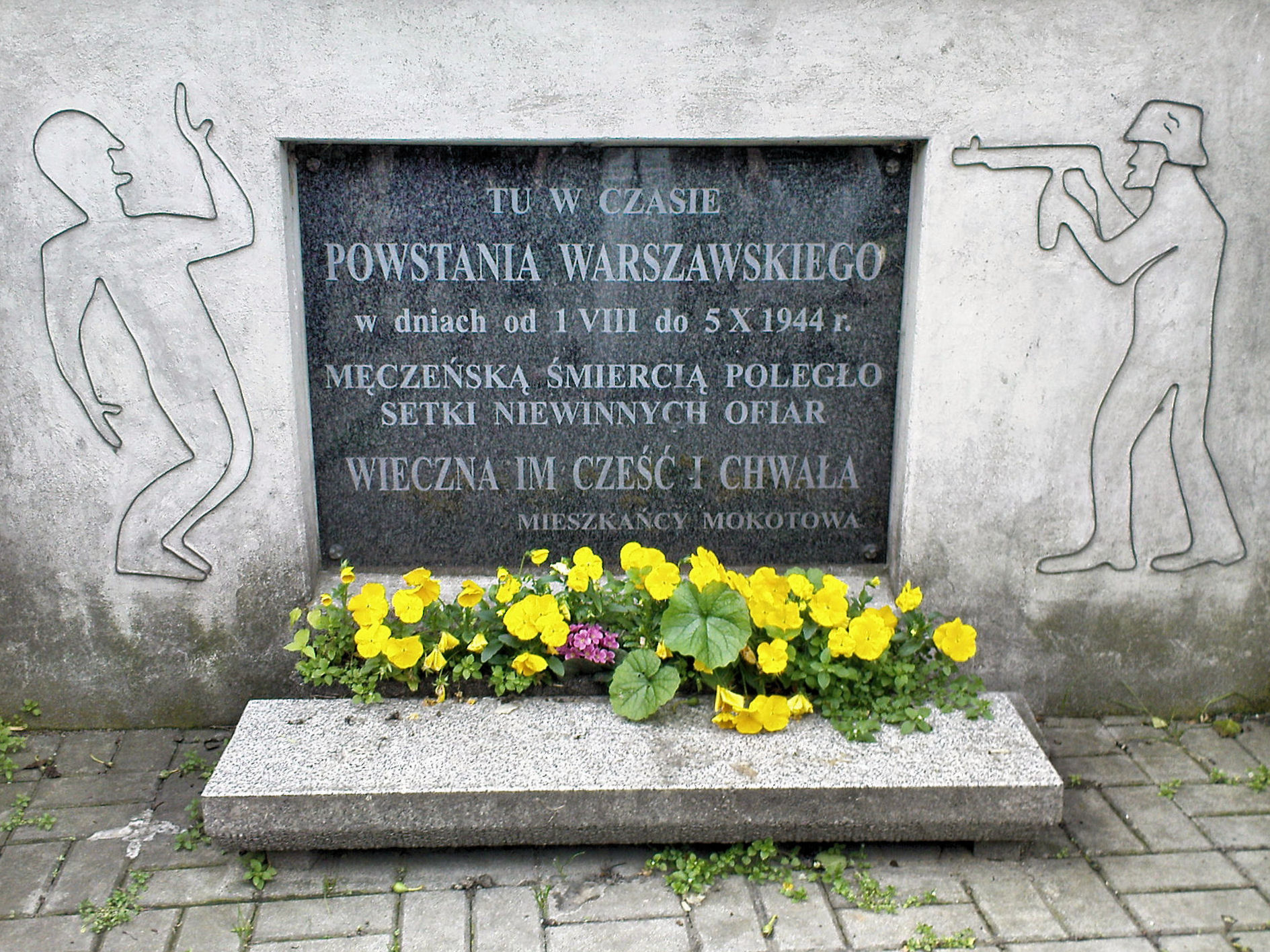
Мемориальная доска в память жертв расстрела на лестнице у ул. Дворковой.

3 августа оберфюрер Гайбель приказал провести акцию против мирного населения в районе улицы Пулавской. Отряд жандармерии из поветовой комендатуры на ул. Дворковой под командованием обер-лейтенанта Карла Липшера, усиленный несколькими танками, двинулся вдоль улицы Пулавской в южном направлении. На улице Шустера (в настоящее время Ярослава Домбровского) расстреляли около 40 жителей домов № 1 и 3. Затем жандармы добрались до улицы Борышевской, стреляя в убегающих мирных жителей, тела которых застелили всю Пулавскую и её окрестности. В тот день убили большинство жителей домов, расположенных в квадрате улиц Пулавская — Бельгийская — Борышевская — Выгода. Тогда погибло, по меньшей мере, 108 жителей домов по ул. Пулавской № 69, 71 и 73/75, а также несколько десятков человек, проживающих в домах на Бельгийской. Среди убитых оказалось много женщин и детей. В свою очередь, из домов на Пулавской № 49 и 51 немцы и их украинские коллаборанты вывели более 150 человек — в основном женщин и детей. Задержанных построили по трое и повели к штаб-квартире полиции на ул. Дворковой. Когда колонна прибыла к краю «Варшавского откоса», к лестнице, ведущей в направлении ул. Бельведерской (в настоящее время парк "Морское око"), немцы раздвинули заграждения из колючей проволоки, сделав вид, что позволяют штатским пройти на территорию, захваченную повстанцами. Часть группы уже спустилась по ступенькам, когда жандармы неожиданно открыли огонь из автоматического оружия. Погибло около 80 человек, в том числе много детей. В ходе экзекуции особой беспощадностью отличился служащий жандармерии фольксдойче Эдвард Малицкий (или Малишевский). Кроме того, в доме № 25 по Буковиньской военнослужащие люфтваффе убили в тот день от 10 до 13 человек.

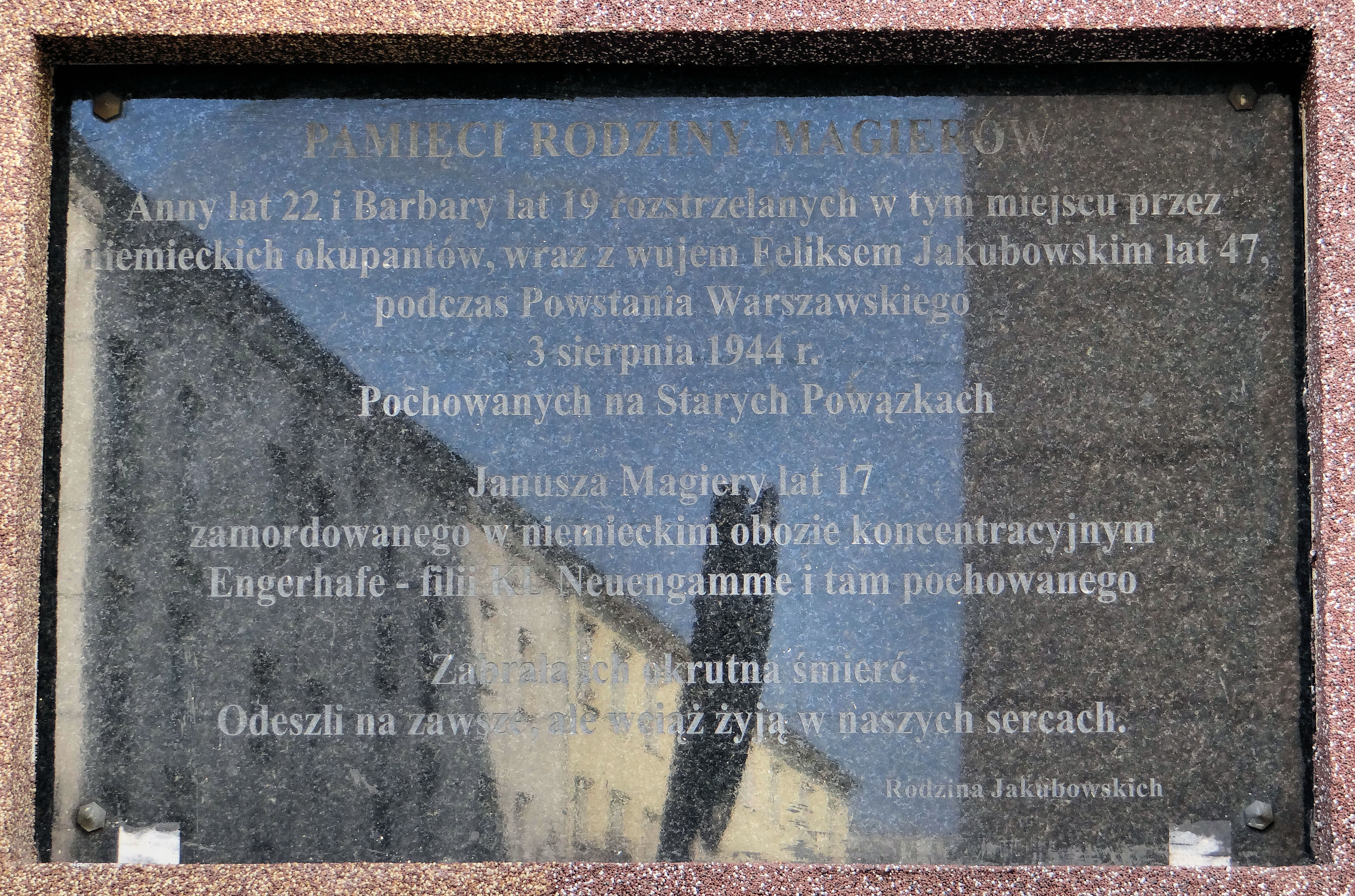
Мемориальная доска в память членов семьи Магерув, убитых на Пулавской

4 августа в первой половине дня две роты полка «Башта» осуществили неудачное нападение на полицейский участок на ул. Дворковой. Отбив атаку, немцы решили отомстить гражданскому населению. Жандармы с Дворковой, при поддержке украинских коллаборационистов из школы на ул. Погодной, блокировали небольшую улицу Олещиньскую (расположенную напротив комендатуры жандармерии). Несколько сотен жителей домов № 5 и 7 загнали в подвал, после чего убили гранатами. Тех, кто пытался выбраться из подвала, застрелили. Жертвами резни пало от 100 до 200 человек. Это было одно из крупнейших немецких преступлений, совершенных на Мокотуве в ходе Варшавского восстания.
4 августа акции усмирения были также осуществлены в окрестностях ул. Раковецкой. Солдаты СС (из казармы на Раковецкой) и люфтваффе (из казарм на Пулавской) заходили в дома, бросая гранаты и стреляя в людей, открывающих им двери. Тогда убили около 30 жителей домов № 5, 9 и 15 по Раковецкой и, по крайней мере, 20 жителей домов 19/21 и 23 по Сандомирской. Двух раненых женщин солдаты люфтваффе оставили в подожженном подвале, где они сгорели заживо.
5 августа преступления против гражданских жителей Варшавы продолжились. Вечером эсэсовцы и полицейские, присланные из штаба полиции безопасности (зипо) на проспекте Шуха, окружили квартал, ограниченный улицами Пулавской, Сколимовской, Хочимской и Мокотувским рынком, убили около 100 жителей домов на ул. Сколимовской, № 3 и 5, а также около 80 жителей дома на Пулавской, 11. Среди жертв оказалось некоторое количество скрывающихся там повстанцев, в том числе капитан Леон Святопелк-Мирский («Леон») — командир III района V обвода АК «Мокотув». Трупы расстрелянных облили бензином и сожгли. В тот же день военнослужащие люфтваффе убили от 10 до 15 человек, скрывавщихся в убежище на ул. Буковинской, 61.
В последующие дни немцы по-прежнему поджигали дома и выселяли население из захваченных ими кварталов Мокотова. Имели также место случаи расстрела мирных жителей. 11 августа было уничтожено около 20 жителей дома № 132/136 на площади Независимости (в том числе несколько женщин). 21 августа были расстреляны около 30 жителей дома на ул. Мадалиньского, 39/43, а на следующий день — 7 жителей дома на ул. Келецкой, 29А. Существуют также сведения, что на рубеже августа и сентября 1944 года в районе садово-огородных участков на Раковецкой немцы расстреляли около 60 гражданских лиц, включая женщин, стариков и детей.

### Преступления в казармах СС на Раковецкой

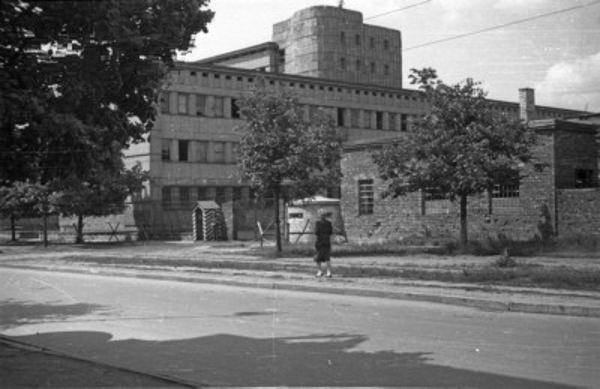
Stauferkaserne — вид с улицы Раковецкой, угол Казимирской

Со 2 августа немцы изгоняли польское население из захваченных ими кварталов Варшавы. Казармы СС на ул. Раковецкой, 4 (так называемые SS-Stauferkaserne) были превращены тогда в импровизированную тюрьму. Там держали в основном мужчин, к которым относились, как к заложникам, и содержали в лагерном режиме. Заключенные получали минимальное питание (для примера, первую группу заключенных держали без пищи весь первый день). Избиения были постоянными. Задержанных мужчин заставляли работать до изнурения, в частности, чистить туалеты голыми руками, разбирать повстанческие баррикады, чистить танки, убирать трупы, выполнять земляные работы на территории казарм, очищать улицы или переносить и грузить на автомобили украденное немцами имущество. Целью многих из этих работ было только утомить и унизить задержанных. Тяжелые условия жизни и труда привели у полному истощению заключенных за короткий срок. Произошла, помимо прочего, вспышка дизентерии.
В период восстания немцы убили на территории казарм не менее 100 поляков. Помимо этого, 3 августа немцы наугад выбрали из числа пленных около 45 мужчин, которых затем вывели партиями по 15 и расстреляли за пределами казармы. На следующий день во дворе казарм было убито около 40 мужчин из дома, расположенного на углу улицы Нарбутта и Аллеи Независимости. На территории казарм нередко происходили также отдельные казни, совершаемые, как правило, по приказу оберштурмфюрера Паца. Известен случай публичного повешения одного из заключенных. Кроме того, часть заключенных в казармах мужчин гестаповцы вывезли в неизвестном направлении, и об их судьбе ничего не известно. Вероятно, они были убиты в окрестностях штаб-квартиры зипо на аллее Шуха. Содержавшихся в казармах женщин из Мокотува гнали перед танками в направлении повстанческих баррикад.

## Усмирение Садыбы
Поселок Садыба (находится в Нижнем Мокотуве, в долине Вислы) с 19 августа удерживали отряды АК, прибывшие из Хойновских лесов (Пясечинский повят, южнее и юго-западнее Варшавы). Садыба прикрывала с юга повстанческие позиции на Нижнем Мокотуве. Генерал Гюнтер Рор, который командовал немецкими войсками в южных районах Варшавы, получил от обергруппенфюрера Баха задачу захватить этот район, что должно было стать первым шагом на пути вытеснения повстанцев с берегов Вислы. Немецкие атаки на Садыбу начались 29 августа. Поселок подвергся интенсивной бомбардировке с воздуха и обстрелам тяжелой артиллерией. В итоге, 2 сентября атакующие с нескольких сторон отряды Рора смогли полностью занять Садыбу. Погибло около 200 защитников поселка. Только немногим солдатам АК удалось отступить на территорию повстанческого Мокотува.
Захватив Садыбу, немцы убили всех взятых в плен повстанцев, в том числе раненых. Произошел также ряд убийств гражданского населения. Немецкие солдаты — прежде всего из пехотных частей люфтваффе — забрасывали гранатами подвалы, в которых прятались гражданские, и проводили выборочные расстрелы, жертвами которых стали не только молодые мужчины, подозреваемые за участие в восстании, но и женщины, старики и дети. В одном из массовых захоронений позже нашли тела восьми обнаженных женщин с руками, связанными колючей проволокой. После падения Садыбы было убито, в частности, не менее 80 жителей улиц Подхалянской, Кларисевской и Хохоловской. Одной из жертв этой резни был Иосиф Грудзинский — активист народного движения, заместитель председателя подпольного Совета Национального Единства. Из показаний свидетелей следует, что немецкие солдаты убивали жителей Садыбы, ссылаясь на приказы командования о ликвидации всех жителей Варшавы.
После окончательного взятия Садыбы немцы перевели несколько тысяч оставшихся в живых мирных жителей на территорию Форта Пилсудского, где от казни их спасло вмешательство немецкого генерала. Это был, вероятно, сам обергруппенфюрер Бах. Он в этот день записал в своем дневнике, что он ехал «вдоль тысяч военнопленных и мирных граждан», провозглашая «пламенные речи», в которых гарантировал им жизнь. Тем не менее, на территории форта убили некоторое количество молодых мужчин, подозреваемых в участии в восстании.

## Падение Мокотува

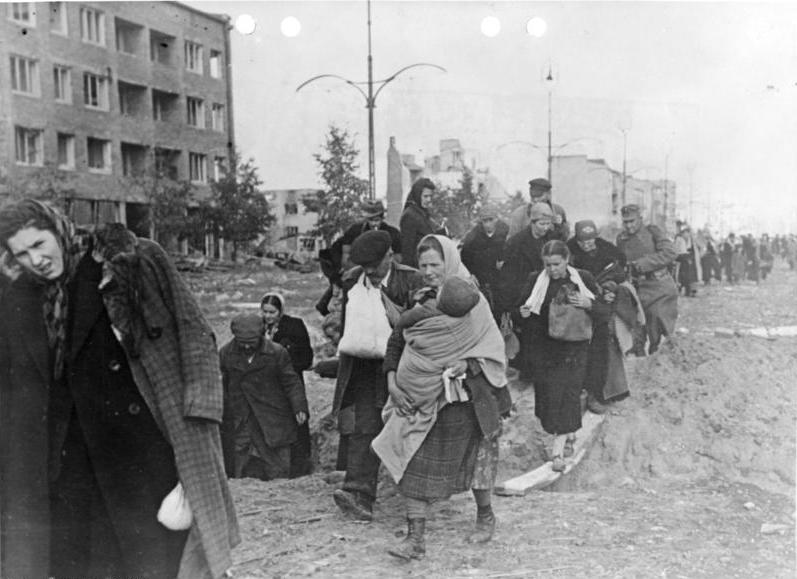
Гражданское население изгоняется с Мокотува.

24 сентября 1944 года немецкие отряды начали генеральный штурм на Верхний Мокотув. После четырёх дней ожесточенных боев район пал. Так же, как и в других районах Варшавы, немецкие солдаты убивали раненых и медицинский персонал в захваченных повстанческих госпиталях. 26 августа были расстреляны или сожжены заживо несколько десятков раненых, находившихся в госпитале на ул. Чечота, 17, и в медицинском пункте на ул. Чечота, 19. В тот же день в госпитале на проспекте Независимости, 117/119, немцы расстреляли санитарку Еву Матушевскую («Меву»), а неизвестное количество раненых убили гранатами. После капитуляции Варшавы (27 сентября) обергруппенфюрер Бах гарантировал жизнь взятым в плен повстанцам. Несмотря на это, немцы убили неустановленное количество тяжелораненых поляков, лежащих в подвалах домов на ул. Шустера (участок между Балуцкого и Пулавской), а также подожгли повстанческий госпиталь на ул. Пулавской, 91, где погибло более 20 человек.
Из захваченных кварталов Мокотува немцы жестоко выгоняли жителей, совершая при этом грабежи и поджоги. На ул. Казимирской расстреляли более 70 мужчин, подозреваемых в участии в восстании. После окончания боя немцы собрали мирное население вместе с ранеными повстанцами на территории ипподрома на Служевце, а затем вывезли во временный лагерь в Прушкове.

## Расстрел на Дворковой улице

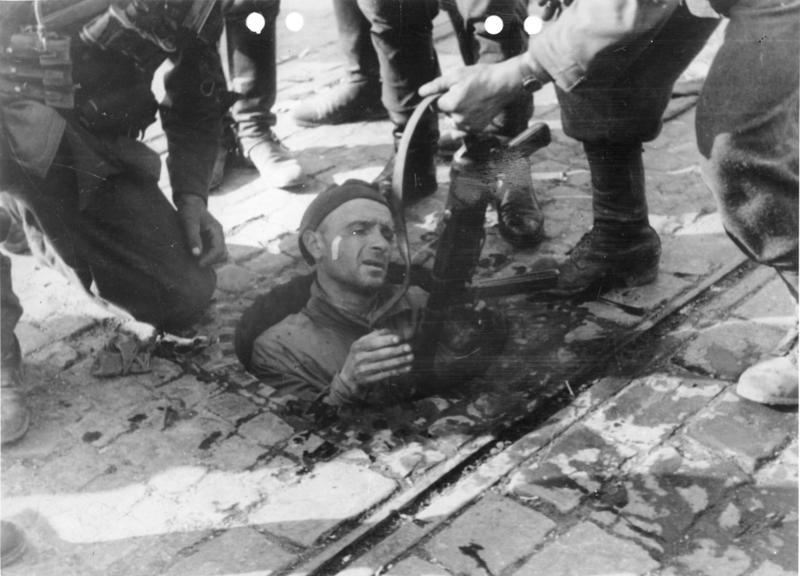
Один из повстанцев, схваченный в окрестностях Дворковой.

Через несколько дней немецкого штурма стало ясно, что из-за огромного превосходства противника падение района неизбежно. Вечером, 26 сентября, по приказу командующего обороной Варшавы подполковника Иосифа Рокицкого («Даниэля») подразделения 10-й пехотной дивизии АК начали отход по канализации в находящееся ещё в польских руках Средместье.
В ходе хаотической эвакуации часть повстанцев заблудилась в каналах, и после нескольких десятков часов тяжелого марша по ошибке вышла из люка на территории, занятой немцами. Схваченных повстанцев и мирных жителей привели к ближайшему отделению полиции на ул. Дворковой. Там немцы отделили гражданских лиц, а также часть санитарок и связных, от остальных схваченных, в то время как взятым в плен солдатам АК приказали встать на колени за забором на краю откоса. Когда один из повстанцев не выдержал напряжения и попытался отобрать оружие у охранника, полицейские из шупо (охранной полиции) расстреляли всех взятых в плен солдат АК. Жертвами стали около 140 пленных.
Следующих 98 повстанцев, захваченных после выхода из канализации, расстреляли на улице Хочимской. Перед казнью немцы истязали пленных, поставив их на колени с поднятыми руками и избивая прикладами винтовок.

## Ответственность виновных
8 августа 1944 года, ещё в ходе восстания, бойцы АК случайно взяли в плен унтерштурмфюрера СС Хорста Штерна, который за четыре дня до этого руководил расправой на Олещиньской. Штейн предстал перед повстанческим полевым судом, который приговорил его к смертной казни. Приговор был приведен в исполнение.
В 1954 году воеводский суд города Варшавы приговорил к пожизненному заключению бригадефюрера СС Пауля Отто Гайбеля, командира сил СС и полиции, которые в первые дни августа 1944 года совершили ряд преступлений на Мокотове. 12 октября 1966 Гайбель покончил с собой в Мокотувской тюрьме. Доктор Людвиг Хан, начальник СД и полиции безопасности в Варшаве, в течение многих лет жил в Гамбурге под своим настоящим именем. Перед судом он предстал только в 1972 году, и после годичного процесса был осужден на 12 лет лишения свободы. В 1975 году гамбургский суд пересмотрел дело и изменил наказание на пожизненное лишение свободы. Тем не менее, Хан вышел на свободу в 1983 г. и умер три года спустя.
В 1980 году суд в Кёльне признал оберштурмфюрера СС Мартина Паца, командира 3-го запасного моторизованного батальона СС, виновным в смерти 600 заключенных Мокотувской тюрьмы, и приговорил его к 9 годам лишения свободы. В том же процессе Карл Мислинг получил приговор — 4 года тюрьмы.

## Комментарии
1. ↑  Вместе с мёртвыми сгорели живьём тяжелораненые.
2. ↑  Довоенное здание Главного Штаба Войска Польского.